# 多乐之日
多乐之日（韓語：뚜레쥬르）是韩国CJ希杰集团旗下的一个国际性连锁烘焙品牌，在全球拥有1600多家门店。

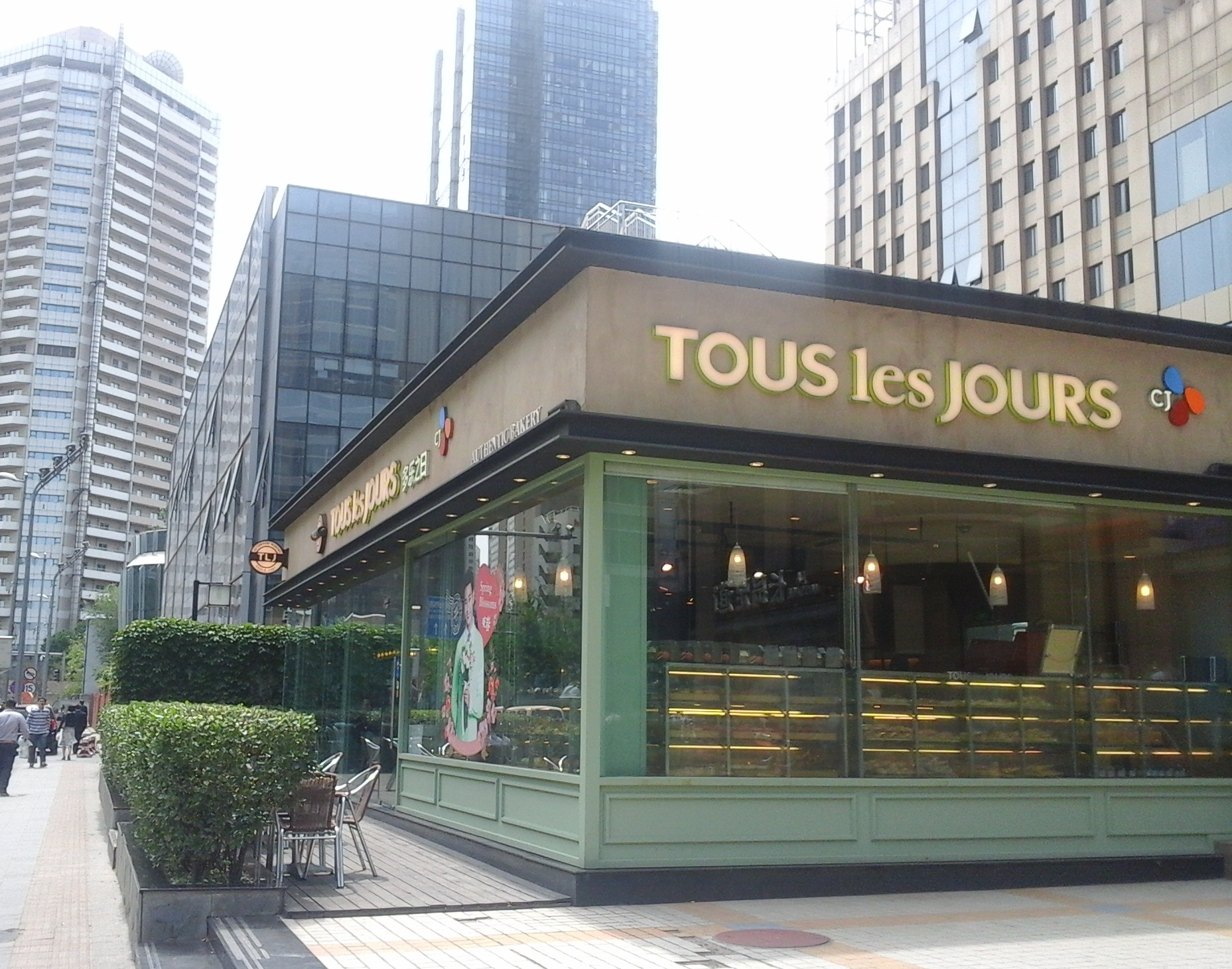
北京国贸3期对面的多乐之日店

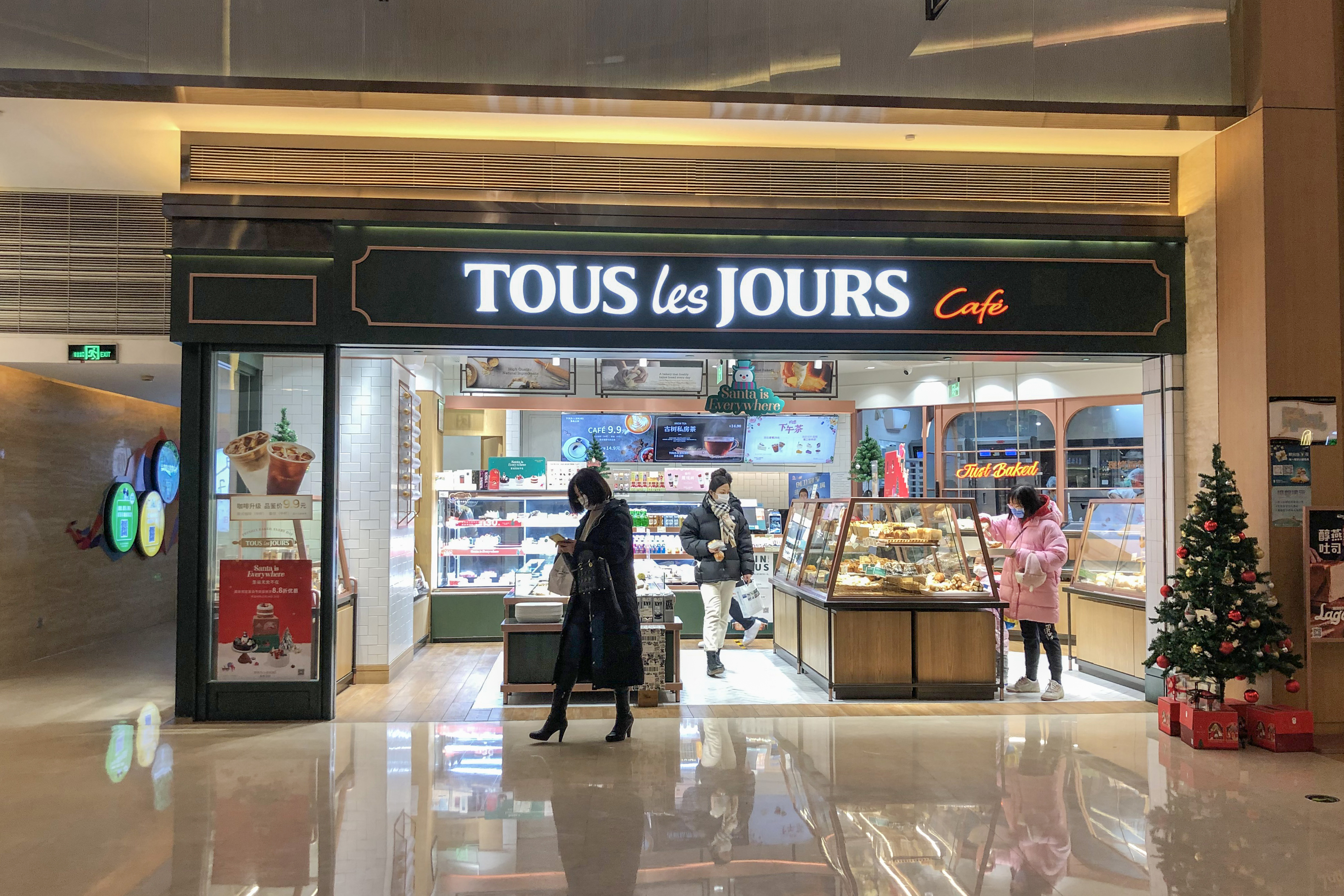
多乐之日北京凤凰汇店

多乐之日品牌的核心内容是“健康美味，值得信赖，经典欧式风味”。多乐之日提供“家庭式烘焙”。“Tous Les Jours”在法语中的意思是“每天每日”，意为每天都在为顾客现场烘焙健康美味的食品。
多乐之日成立于1996年。2005年1月多乐之日（北京）食品有限公司成立。同年8月，多乐之日中国1号店在北京五道口开业。目前多乐之日在中国已经拥有60多家门店，在中国曾获得“中国烘焙食品优秀品牌”、“中国烘培特级饼店”、“质量、服务、信誉AAA企业”等殊荣，是中国食品工业协会面包糕饼专业委员会会员。  

## 历史
多乐之日成立于1996年。1997年9月，第一家门店在韩国京畿道九里市开业。1999年，多乐之日在韩国获得“最佳连锁品牌”荣誉。
2004年多乐之日在美国开了第一家海外分店。2005年进入中国市场，后又进入越南市场。2008年多乐之日拥有的门店数量已经达到了1000家。续2011年开始在印度尼西亚和菲律宾开设门店后，多乐之日2012年开始在柬埔寨和马来西亚开设门店。目前在全球拥有1600多家门店。

## 形象代言人
2018年至今，多樂之日形象代言人為潤娥，多乐之日前形象代言人是扮演韩剧《来自星星的你》男主角的金秀贤。“都教授”的面孔因此总是出现在多乐之日店的门口。有趣的是《来自星星的你》女主角千颂伊的扮演者全智贤被多乐之日的竞争对手韩国另一家大烘培品牌巴黎贝甜选为代言人。